# Mary Sheeran
Mary Sheeran, född 10 mars 1959, är professor i funktionell programmering, på institutionen för data- och informationsteknik vid Chalmers tekniska högskola.

## Forskning
Mary Sheerans tidiga forskning fokuserade på metoder för att använda funktionell programmering i design och verifiering av hårdvara. Under en presentation som inbjuden talare på 2015 års International Conference on Functional Programming gav hon en historik och förklarade varför ämnet fortfarande är intressant. Lava var ett av de första domänspecifika språken som bäddades in i programspråket Haskell. Sheeran har fortsatt sin forskning med inriktning på domänspecifika programmeringsspråk, och har övertygat sina studenter att göra detsamma.
År 2017 intresserade sig Sheeran för att överföra viktiga idéer inom funktionell programmering till en bredare publik på utvecklarkonferenser, ibland tillsammans med sin man John Hughes.
Sheeran är en av grundarna till IFIP Working Group 2.8 on Functional Programming, vars syfte är att främja kunskapsutbyte mellan forskare inom design, implementering och tillämpning av funktionell programmering.
Mary Sheeran har en betydande vetenskaplig publicering med ett h-index enligt Google Scholar på 25, vilket innebär att hon är medförfattare till minst 25 artiklar som vardera är citerade minst 25 gånger.